# Осипова, Мария Григорьевна
Мария Григорьевна Осипова (13 апреля 1939 — 23 июня 2013) — передовик советского сельского хозяйства, Свинарка совхоза «Тихвинский» Тихвинского района Ленинградской области, Герой Социалистического Труда (1976).

## Биография
Родилась в 1939 году в деревне Сарожа Тихвинского района Ленинградской области в крестьянской семье.
Завершив обучение в семи классах сельской школы, в 1955 году, трудоустроилась в сельское хозяйство. С 16 лет начала работать в свиноводстве. Ежегодно добивалась высоких производственных результатов, наращивала мастерство. По результатам восьмой пятилетки была представлена к награде Ордену Ленина.
Первой в районе сумела применить метод раннего содержания маточного стада в летних лагерях. она сумела сохранить 6316 поросят при плановых показателях 4500 голов. Средний отъёмный вес был доведен до 15.6 килограмм.
Указом Президиума Верховного Совета СССР от 10 марта 1976 года за получение высоких результатов в сельском хозяйстве и рекордные показатели в уборке урожая Марии Григорьевне Осиповой было присвоено звание Героя Социалистического Труда с вручением ордена Ленина и медали «Серп и Молот».
Трудилась в хозяйстве до выхода на заслуженный отдых.
Являлась депутатом Тихвинского городского и сельского Советов.
Проживала в Тихвинском районе. Умерла 23 июня 2013 года.

## Награды
За трудовые успехи была удостоена:
- золотая звезда «Серп и Молот» (10.03.1976)
- два ордена Ленина (08.04.1971, 10.03.1976)
- другие медали.